# Avonwick
Avonwick is een plaats in het bestuurlijke gebied South Hams, in het Engelse graafschap Devon. Het maakt deel uit van de civil parish North Huish. Het dorp heeft een kerk uit 1878.